# Frances Walsingham
Pour les articles homonymes, voir Walsingham (homonymie).
Frances Walsingham (1567 – 13 février 1631), est la seule fille de sir Francis Walsingham, le « maître-espion » de la reine Élisabeth Ire d'Angleterre. Dame d'honneur de la reine Élisabeth, elle épouse Philip Sidney en 1583, qui est décédé trois ans plus tard en 1586. En 1590, le père de Frances est aussi décédé et elle reste avec une annuité de seulement 300 £.
En 1590, Frances épouse Robert Devereux, un mariage qui déplait fortement à la reine. Robert est exécuté en 1601 après avoir participé à un coup d'État contre la reine.
Frances a cinq enfants de son second mariage, mais seulement trois, Frances, Robert et Dorothy, survivent à l'enfance. Robert Devereux succède à son père.

## Personnalité
Elle est la femme qui choqua l'Angleterre élisabéthaine. Frances Walsingham était si belle que la reine lui interdisait de paraître à la cour. Encore adolescente, elle épousa Sir Philip Sidney, noble, soldat et poète qui mourut lors de la grande guerre contre l'Espagne. Peu après elle prit pour mari le favori de la reine et l'une des personnalités les plus en vue de l'Angleterre à cette époque - le comte d'Essex. Muse des poètes, elle inspira à Thomas Watson son fameux Hecatompathia.